# Stora Frillingen
Stora Frillingen är en sjö i Nyköpings kommun och Trosa kommun i Södermanland och ingår i Trosaån-Svärtaåns kustområde. Sjön har en area på 0,221 kvadratkilometer och ligger 35,2 meter över havet. Stora Frillingen ligger i Nynäs Natura 2000-område.

## Delavrinningsområde
Stora Frillingen ingår i det delavrinningsområde (651975-158951) som SMHI kallar för Mynnar i havet. Medelhöjden är 20 meter över havet och ytan är 27,79 kvadratkilometer. Räknas de 4 avrinningsområdena uppströms in blir den ackumulerade arean 51,54 kvadratkilometer. Avrinningsområdets utflöde mynnar i havet. Avrinningsområdet består mestadels av skog (55 procent), öppen mark (11 procent) och jordbruk (18 procent). Avrinningsområdet har 2,97 kvadratkilometer vattenytor vilket ger det en sjöprocent på 10,7 procent. Bebyggelsen i området täcker en yta av 0,15 kvadratkilometer eller 1 procent av avrinningsområdet.